# Трекуанда
Трекуанда (итал. Trequanda) — коммуна в Италии, располагается в регионе Тоскана, в провинции Сиена.
Население составляет 1417 человек (2008 г.), плотность населения составляет 22 чел./км². Занимает площадь 64 км². Почтовый индекс — 53020. Телефонный код — 0577.
Покровителем коммуны почитается святой апостол Андрей, празднование 30 ноября.

## Демография
Динамика населения:

## Администрация коммуны
- Официальный сайт: http://www.comune.trequanda.si.it/